# Ростовцево (Московская область)
Ростовцево — деревня в Московской области России. Входит в городской округ Солнечногорск. Население — 18 чел. (2010).

## География
Деревня Ростовцево расположена в центральной части Московской области, в центре округа, примерно в 9 км к югу от города Солнечногорска, в 4 км к северо-западу от рабочего посёлка Поварово, на берегу впадающей в Истру реки Лопцы.
В деревне 2 улицы — Луговая и Полевая. Связана автобусным сообщением с районным центром. Ближайшие населённые пункты — посёлок Берёзки, деревни Михайловка и Алексеевское.

## История
В «Списке населённых мест» 1862 года Ростовцево — казённая деревня 1-го стана Звенигородского уезда Московской губернии по правую сторону тракта из Воскресенска в Клин, в 43 верстах от уездного города, при реке Лопце, с 25 дворами и 185 жителями (80 мужчин, 105 женщин).
По данным на 1890 год входила в состав Пятницкой волости Звенигородского уезда.
В 1913 году — 34 двора.
По материалам Всесоюзной переписи населения 1926 года — деревня Дудкинского сельсовета Бедняковской волости Московского уезда Московской губернии, проживало 65 жителей (21 мужчина, 44 женщины), насчитывалось 14 хозяйств, среди которых 13 крестьянских.
С 1929 года — населённый пункт в составе Солнечногорского района Московского округа Московской области. Постановлением ЦИК и СНК от 23 июля 1930 года округа как административно-территориальные единицы были ликвидированы.
1929—1957, 1960—1963, 1965—1974 гг. — деревня Белавинского сельсовета Солнечногорского района.
1957—1960 гг. — деревня Белавинского сельсовета Химкинского района.
1963—1965 гг. — деревня Белавинского сельсовета Солнечногорского укрупнённого сельского района.
1974—1987 гг. — деревня Обуховского сельсовета Солнечногорского района.
1987—1994 гг. — деревня Соколовского сельсовета Солнечногорского района.
В 1994 году Московской областной думой было утверждено положение о местном самоуправлении в Московской области, сельские советы как административно-территориальные единицы были преобразованы в сельские округа.
С 1994 до 2006 гг. деревня входила в Соколовский сельский округ Солнечногорского района..
С 2005 до 2019 гг. деревня включалась в городское поселение Поварово Солнечногорского муниципального района.
С 2019 года деревня входит в городской округ Солнечногорск, в рамках администрации которого деревня относится к территориальному управлению Поварово.

## Население
| 1852 | 1859 | 1890 | 1899 | 1926 | 1932 | 1966 |
| ---- | ---- | ---- | ---- | ---- | ---- | ---- |
| 182  | ↗185 | ↘172 | ↗175 | ↗176 | ↗204 | ↘154 |
| 1998 | 2002 | 2010 |      |      |      |      |
| ↘21  | ↘12  | ↗18  |      |      |      |      |